# Ист Орора (Њујорк)
Ист Орора (енгл. East Aurora) град је у америчкој савезној држави Њујорк.

## Демографија
По попису из 2010. године број становника је 6.236, што је 437 (-6,5%) становника мање него 2000. године.
| Група             | 2000.         | 2010.         |
| Белци             | 6.552 (98,2%) | 6.050 (97,0%) |
| Афроамериканци    | 13 (0,2%)     | 28 (0,4%)     |
| Азијати           | 27 (0,4%)     | 31 (0,5%)     |
| Хиспаноамериканци | 46 (0,7%)     | 67 (1,1%)     |
| Укупно            | 6.673         | 6.236         |